# صخره سیاه (فیلم ۲۰۱۲)
صخره سیاه (انگلیسی: Black Rock) یک فیلم سینمایی آمریکایی در ژانر ترسناک - تریلر به کارگردانی کیتی اسلتون، بر اساس فیلمنامه مارک دوپلاس است. این فیلم در ۲۱ ژانویه ۲۰۱۲ در جشنواره فیلم ساندنس به نمایش درآمد و در ۱۷ مه ۲۰۱۳ در آمریکا اکران شد. بازیگران اصلی این فیلم کیتی اسلتون، لیک بل و کیت باسورث به عنوان سه دوست که بعد از سالها از هم جدا شدن در یک جزیره دور افتاده به یکدیگر می‌پیوندند آنها مجبورند برای ادامه زندگی خود در جزیره بجنگند.